# 龍造寺康家
龍造寺 康家（りゅうぞうじ やすいえ）は、室町時代中期から戦国時代にかけての武将。龍造寺氏14代当主。

## 生涯
肥前国国人・龍造寺氏13代当主・龍造寺家氏の子として誕生。初名は忠俊、又は家満。
肥前の有力大名である九州千葉氏や少弐氏に従い、大内氏としばしば戦った。文明5年（1473年）、恵日山実琳院を再興し子・澄覚を住持としている。文明17年（1485年）には肥前津町に押買や強盗等の禁制を発している。
明応年間（1492年から1501年）の末に隠居し、家督を次男・家和に譲り、自らは水ヶ江の地に新たな館を築き隠居所とした。永正2年（1505年）頃、剃髪し隠岐入道と号した。
永正7年（1510年）、死去。
康家没後、水ヶ江の館を継いだ五男・家兼は館を改修し水ヶ江城とした。これが水ヶ江龍造寺氏の始まりである。